# Waterloostraße 3 (Hannover)

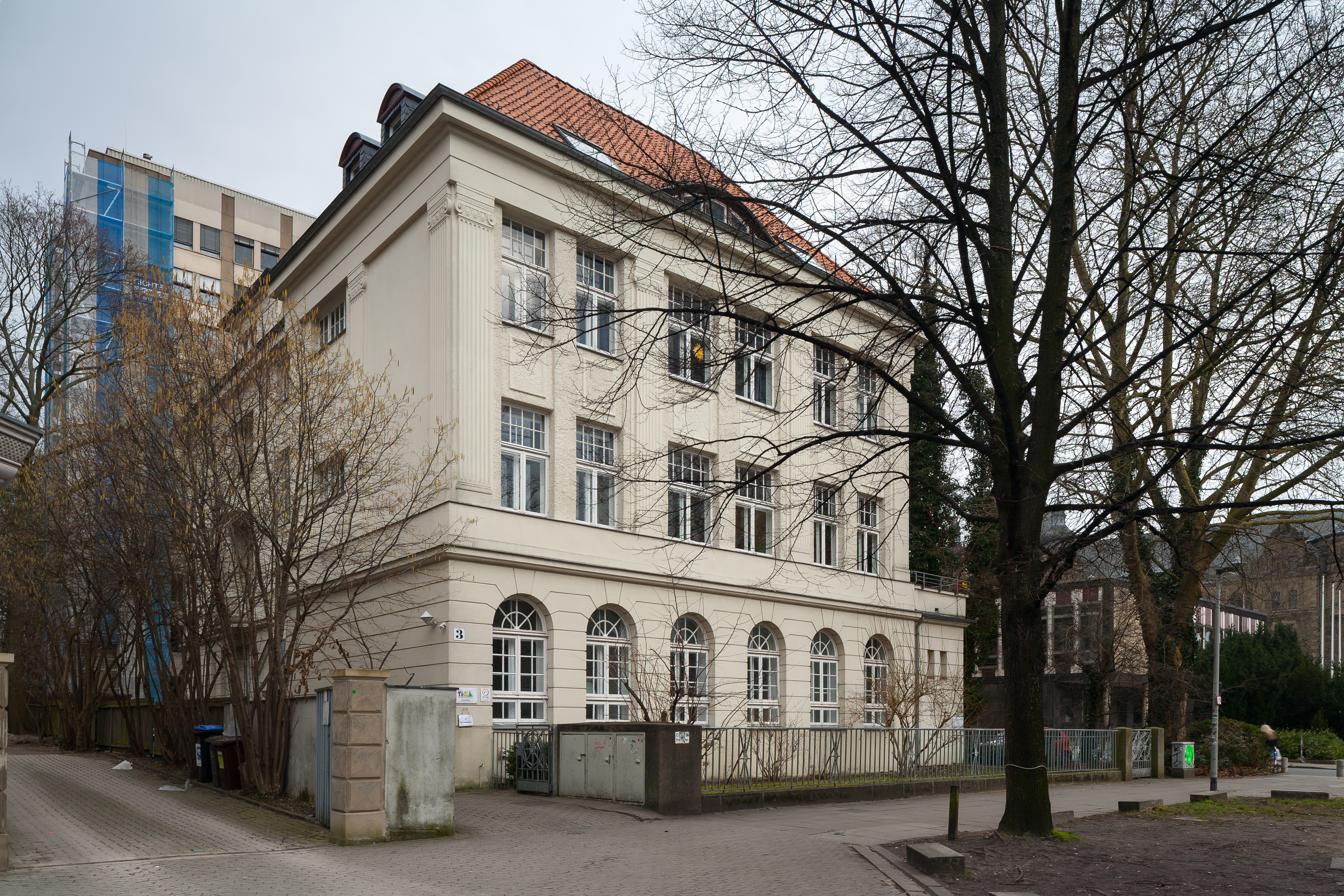
Das ehemalige Schulpfarramt in der Waterloostraße 3, dahinter das Landesamt für Steuern Niedersachsen

Waterloostraße 3 in Hannover, ehemals auch als Schulpfarramt bezeichnet, ist die Adresse des denkmalgeschützten ehemaligen Pfarr- und Gemeindehauses der Schlosskirche.

## Geschichte und Beschreibung
Das in der Calenberger Neustadt errichtete Pfarr- und Gemeindehaus der Schlosskirche im Leineschloss, die im Zweiten Weltkrieg zerstört und nicht wiederaufgebaut wurde, entstand noch während des Deutschen Kaiserreichs im Jahr 1914 nach Plänen des Architekten Eduard Wendebourg. In direkter Nachbarschaft zur Villa Kaulbach und dem nahegelegenen Leineschloss entstand seinerzeit ein großer, dreigeschossiger Putzbau in der Formensprache des Neoklassizismus.
Das Pfarrhaus der Schlosskirchengemeinde wurde später von den Organen der Marktkirche übernommen. In dem Gebäude wurde eine Wohnung für den Stadtsuperintendenten freigehalten und das Schulpfarramt untergebracht.
18 Jahre lang wohnte der Stadtsuperintendent Hans Werner Dannowski in dem Gebäude in der Waterloostraße 3.